# George Baker Selection
George Baker Selection е интернационална поп-група, създадена през 1967 година от холандеца Йоханес Боуенс, станал популярен с артистичното име – Джордж Бейкър, който дава името на новата група.
| Видео клип George Baker Selection „Little Green Bag“. |
| ----------------------------------------------------- |

Техният първи албум Little Green Bag е кръстен на едноименната песен, която става тотален хит. Албумът излиза през 1970 година, но едноименната песен става популярна още предишната година, като достига позиция #16 в класацията на „Cash Box magazine“ и до #21 в класацията на най-популярното американско музикално „списание“ „Billboard Top 100“. Тази песен има над 1 млн. продадени плочи, като по този начин носи златна плоча на групата..
През 1972 година бандата е продала вече над 5 млн. грамофонни плочи.
Петият албум на групата „Paloma Blanca“, който излиза през 1975 година, съдържа сингъла който става най-голям техен хит – Una Paloma Blanca, и който става #1 в много страни по света (включително и в България). Песента се задържа на върха в продължение на 13 седмици в Германия, преди да бъде изместена от хита на ABBA – „S.O.S.“.
Песента е превеждана и изпълнявана от мнозина (дори на български език), като изпълнението на песента от легендата на гръцката музика – Демис Русос, остава като едно от най-добрите, най-вече заради характерния глас на певеца.
Групата се разпада през 1978 година, като е продала над 20 млн. плочи по света дотогава.
Джордж Бейкър формира нова версия на George Baker Selection през 1985 година, която просъществува до 1989 година.
| Видео клип George Baker Selection „Paloma Blanca“. |
| -------------------------------------------------- |

Групата се завръща в световните класации за поп-музика, когато хитът им от 60-те години Little Green Bag става отново хит през 1992 година, след като е използван в саундтрака на филма „Глутница кучета“, на режисьора Куентин Тарантино, както и в една сапунена опера в Чили.

## Дискография
Албуми на George Baker Selection:
- Little Green Bag (1969)
- Love in the World (1970)
- Now (1972)
- Hot Baker (1974)
- Paloma Blanca (1975)
- A Song for you (1975)
- River Song (1976)
- So Lang die Sonne scheint (1976)
- Summer Melody (1977)
- Paradise Island (1983)
- Santa Lucia by Night (1985)
- Viva America (1987)
- From Russia with Love (1988)